# 安倍家任
安倍 家任（あべ の いえとう）は、平安時代中期の武将。安倍頼時の子。安倍磐井七郎家任とも。藤原清衡は甥にあたる。
叔父・安倍良照の養子となる。前九年の役では、養父・良照や父兄に従って活躍するが、その後出家し、兄・宗任らと共に大宰府に配流された。なお子・秀任は家任の死後に良照に養育されている。秀任は小松小太郎と称した。
秀任には祐任という一人息子がおり、子孫は戦国時代に小松黒沢氏となり、徳川家旗本・仙台藩士として近代に残ったという。
一説によると藤原泰衡の郎党で大河兼任の乱を起こした大河兼任は家任の兄弟・正任の4代後の子孫にあたるという（正任が兼任の高祖父）。

## 登場作品
- 炎立つ (1993年-1994年、NHK大河ドラマ)、演 : 森永健司